# Der Draufgänger (1931)
Der Draufgänger ist ein deutscher Spielfilm aus dem Jahre 1931 unter der Regie von Richard Eichberg. Die Hauptrollen sind mit Hans Albers und Marta Eggerth besetzt.

## Handlung
Hans Röder ist Hafenpolizist in Hamburg und wird aufgrund seines mutigen Einsatzes für Recht und Ordnung „Draufgänger“ genannt. Der amerikanische Millionär Patterson feiert ein großes Fest auf seiner Luxusyacht. Röder rettet während der Party ein Mädchen aus dem Hafenbecken. Kurz nach der Rettungstat wird er von einem Unbekannten niedergeschlagen und das Mädchen von diesem Mann auf einem Motorrad entführt. Hans Röder verfolgt den Mann und die Spur führt ihn ins zwielichtige Hippodrom. Polizist Röder erhält kurze Zeit später die Nachricht von einem Schmuckdiebstahl auf der Yacht des Millionärs. Da er für den Fall zuständig ist, führt ihn sein Weg erneut ins Hippodrom. Hier findet er auch das Mädchen wieder. Sie heißt Trude und arbeitet als Kunstreiterin; eigentlich möchte sie jedoch Sängerin werden. Hans verliebt sich in sie, obwohl der Verdacht des Diebstahls schwer auf ihr lastet. Für Röder ist das jedoch eine nur noch größere Motivation, den wahren Dieb zu stellen. Und sehr bald schon gewinnt er die Überzeugung, dass George Brown der Täter ist.

## Hintergrund
Der Draufgänger ist der zweite Film von Richard Eichberg nach Der Greifer, bei dem Hans Albers einen tatkräftigen Polizisten mimte und damit sein Image als blonder Hans und früher Actionheld des deutschen Tonfilms festigte. Die Filmaufnahmen wurden an Originalschauplätzen am Hamburger Hafen gedreht. Die Uraufführung des Films fand am 26. November 1931 im Ufa-Palast am Zoo in Berlin statt.

## Kritik
Kritik aus der Lichtbild-Bühne vom 27. November 1931: Das Publikum fiebert, bangt, fürchtet um den Helden des Films, als sei der gute Hans selber in Gefahr. Jede Wendung zum Guten, jede Rettung aus prekärer Lage wird donnernd applaudiert.